# Matteo Cancellieri
Matteo Cancellieri (Roma, 12 febbraio 2002) è un calciatore italiano, attaccante della Lazio.

## Caratteristiche tecniche
Attaccante esterno di piede mancino, è solito giocare sulla fascia destra. Si distingue per la sua forza fisica e una discreta continuità sotto porta.

## Carriera

### Club

#### Gli inizi
Arrivato nelle giovanili della Roma a sedici anni, Cancellieri si è segnalato come un marcatore molto prolifico con la maglia delle selezioni giovanili giallorosse. Il 13 marzo 2018, durante la partita di Champions League contro lo Šachtar, dove era raccattapalle allo Stadio Olimpico, si è reso protagonista di un insolito episodio, venendo spinto dal giocatore avversario Facundo Ferreyra, che lo fa cadere oltre un cartellone pubblicitario e che scatena l'ira dei giocatori giallorossi.

#### Verona
Nel 2020 si è trasferito al Verona in prestito biennale con obbligo di riscatto, come contropartita nell'ambito dell'operazione che ha portato Marash Kumbulla nella capitale. Con le giovanili del club scaligero ha disputato il Campionato Primavera 2, mettendosi in luce per la sua alta media realizzativa (15 gol segnati in 18 partite) che gli ha permesso di ottenere il titolo di capocannoniere della manifestazione.
Nella stagione successiva Cancellieri è stato inserito in prima squadra e ha fatto il suo debutto fra i professionisti, esordendo da titolare il 14 agosto 2021 in occasione della sfida di Coppa Italia contro il Catanzaro, nella quale ha contribuito al successo della propria squadra per 3-0. Il successivo 21 agosto, a 19 anni, ha esordito in Serie A subentrando a Nikola Kalinić nel secondo tempo della partita persa in casa (2-3) contro il Sassuolo. Sei giorni dopo, il 27 agosto, ha giocato la sua prima gara come titolare nella massima serie contro l'Inter. Il 15 dicembre seguente, ha messo a segno la sua prima rete fra i professionisti nell'incontro di Coppa Italia contro l'Empoli, terminato poi con la vittoria per 3-4 per la formazione toscana. Il 20 marzo 2022, sempre contro l'Empoli, segna anche la sua prima rete in Serie A nella gara terminata 1-1.

#### Lazio
Il 30 giugno 2022, viene ceduto in prestito alla Lazio, con obbligo di riscatto al verificarsi di determinate condizioni sportive. Debutta con i biancocelesti il 14 agosto 2022, in occasione della partita di Serie A vinta per 2-1 in casa contro il Bologna, subentrando al 83' minuto a Felipe Anderson. L'8 settembre successivo esordisce nelle coppe europee, subentrando a Ciro Immobile nella partita di Europa League vinta per 4-2 contro il Feyenoord all'Olimpico. Termina la stagione facendo registrare 30 presenze tra tutte le competizioni, senza però segnare alcuna rete.

#### Prestiti a Empoli e Parma
Il 16 agosto 2023, Cancellieri viene ceduto in prestito annuale all'Empoli, sempre in Serie A, con diritto di riscatto a favore dei toscani e di contro-riscatto per la Lazio. Esordisce con i toscani il 19 agosto successivo, venendo schierato titolare nel primo turno di Serie A nella sconfitta casalinga per 0-1 contro il Verona. Il 2 dicembre segna il suo primo gol con i toscani, pareggiando la sfida in casa del Genoa un minuto dopo il suo ingresso in campo. Nel corso della stagione ha realizzato 4 gol coi toscani, uno di questi all'ultima giornata nel successo per 2-1 contro la Roma, che ha garantito loro la salvezza.
Il 14 agosto 2024 viene ceduto in prestito con diritto di riscatto al Parma. Dieci giorni dopo, alla sua seconda presenza con i ducali, segna il gol del definitivo 2-1 sul Milan.

### Nazionale

#### Nazionali giovanili
Convocato dal CT Paolo Nicolato, Cancellieri ha esordito con la maglia della nazionale Under-21 il 3 settembre 2021, segnando anche un gol, in occasione della partita di qualificazione europea vinta per 3-0 contro il Lussemburgo U-21 a Empoli. Nel giugno del 2023 è stato convocato per l'Europeo Under-21 organizzato in Georgia e Romania, dove colleziona 3 presenze nella fase a gironi, che gli Azzurrini non riescono a superare.

#### Nazionale maggiore
Dopo essere stato convocato in nazionale maggiore dal CT Roberto Mancini per uno stage dedicato ai giovani calciatori nel maggio del 2022, Cancellieri è stato confermato e inserito nella lista dei convocati per le quattro partite iniziali della UEFA Nations League 2022-2023. Ha debuttato il 4 giugno seguente, a 20 anni, subentrando a Gianluca Scamacca all'85º minuto della partita di Nations League pareggiata (1-1) contro la Germania a Bologna, diventando il primo calciatore dell'Hellas a vestire la maglia della nazionale maggiore dopo Roberto Tricella, che aveva vestito la maglia azzurra per l'ultima volta nel 1987.

## Statistiche

### Presenze e reti nei club
Statistiche aggiornate al 25 maggio 2025.
| Stagione        | Squadra         | Campionato      | Campionato | Campionato | Coppe nazionali | Coppe nazionali | Coppe nazionali | Coppe continentali | Coppe continentali | Coppe continentali | Altre coppe | Altre coppe | Altre coppe | Totale | Totale |
| Stagione        | Squadra         | Comp            | Pres       | Reti       | Comp            | Pres            | Reti            | Comp               | Pres               | Reti               | Comp        | Pres        | Reti        | Pres   | Reti   |
| --------------- | --------------- | --------------- | ---------- | ---------- | --------------- | --------------- | --------------- | ------------------ | ------------------ | ------------------ | ----------- | ----------- | ----------- | ------ | ------ |
| 2021-2022       | Verona          | A               | 12         | 1          | CI              | 2               | 1               | -                  | -                  | -                  | -           | -           | -           | 14     | 2      |
| 2022-2023       | Lazio           | A               | 20         | 0          | CI              | 0               | 0               | UEL+UECL           | 6+4                | 0                  | -           | -           | -           | 30     | 0      |
| 2023-2024       | Empoli          | A               | 36         | 4          | CI              | 0               | 0               | -                  | -                  | -                  | -           | -           | -           | 36     | 4      |
| 2024-2025       | Parma           | A               | 27         | 3          | CI              | 0               | 0               | -                  | -                  | -                  | -           | -           | -           | 27     | 3      |
| Totale carriera | Totale carriera | Totale carriera | 95         | 8          |                 | 2               | 1               |                    | 10                 | 0                  |             | -           | -           | 107    | 9      |

### Cronologia presenze e reti in nazionale
| Cronologia completa delle presenze e delle reti in nazionale ― Italia | Cronologia completa delle presenze e delle reti in nazionale ― Italia | Cronologia completa delle presenze e delle reti in nazionale ― Italia | Cronologia completa delle presenze e delle reti in nazionale ― Italia | Cronologia completa delle presenze e delle reti in nazionale ― Italia | Cronologia completa delle presenze e delle reti in nazionale ― Italia | Cronologia completa delle presenze e delle reti in nazionale ― Italia | Cronologia completa delle presenze e delle reti in nazionale ― Italia |
| Data                                                                  | Città                                                                 | In casa                                                               | Risultato                                                             | Ospiti                                                                | Competizione                                                          | Reti                                                                  | Note                                                                  |
| --------------------------------------------------------------------- | --------------------------------------------------------------------- | --------------------------------------------------------------------- | --------------------------------------------------------------------- | --------------------------------------------------------------------- | --------------------------------------------------------------------- | --------------------------------------------------------------------- | --------------------------------------------------------------------- |
| 4-6-2022                                                              | Bologna                                                               | Italia                                                                | 1 – 1                                                                 | Germania                                                              | UEFA Nations League 2022-2023 - 1º turno                              | -                                                                     | 85’ 90+4’                                                             |
| Totale                                                                |                                                                       | Presenze                                                              | 1                                                                     |                                                                       | Reti                                                                  | 0                                                                     |                                                                       |

| Cronologia completa delle presenze e delle reti in nazionale ― Italia under 21 | Cronologia completa delle presenze e delle reti in nazionale ― Italia under 21 | Cronologia completa delle presenze e delle reti in nazionale ― Italia under 21 | Cronologia completa delle presenze e delle reti in nazionale ― Italia under 21 | Cronologia completa delle presenze e delle reti in nazionale ― Italia under 21 | Cronologia completa delle presenze e delle reti in nazionale ― Italia under 21 | Cronologia completa delle presenze e delle reti in nazionale ― Italia under 21 | Cronologia completa delle presenze e delle reti in nazionale ― Italia under 21 |
| Data                                                                           | Città                                                                          | In casa                                                                        | Risultato                                                                      | Ospiti                                                                         | Competizione                                                                   | Reti                                                                           | Note                                                                           |
| ------------------------------------------------------------------------------ | ------------------------------------------------------------------------------ | ------------------------------------------------------------------------------ | ------------------------------------------------------------------------------ | ------------------------------------------------------------------------------ | ------------------------------------------------------------------------------ | ------------------------------------------------------------------------------ | ------------------------------------------------------------------------------ |
| 3-9-2021                                                                       | Empoli                                                                         | Italia under 21                                                                | 3 – 0                                                                          | Lussemburgo under 21                                                           | Qual. Europeo Under-21 2023                                                    | 1                                                                              | 60’                                                                            |
| 7-9-2021                                                                       | Vicenza                                                                        | Italia under 21                                                                | 1 – 0                                                                          | Montenegro under 21                                                            | Qual. Europeo Under-21 2023                                                    | -                                                                              | 90+2’                                                                          |
| 12-10-2021                                                                     | Monza                                                                          | Italia under 21                                                                | 1 – 1                                                                          | Svezia under 21                                                                | Qual. Europeo Under-21 2023                                                    | -                                                                              | 81’                                                                            |
| 12-11-2021                                                                     | Dublino                                                                        | Irlanda under 21                                                               | 0 – 2                                                                          | Italia under 21                                                                | Qual. Europeo Under-21 2023                                                    | 1                                                                              | 86’                                                                            |
| 16-11-2021                                                                     | Frosinone                                                                      | Italia under 21                                                                | 4 – 2                                                                          | Romania under 21                                                               | Amichevole                                                                     | -                                                                              | 62’                                                                            |
| 25-3-2022                                                                      | Podgorica                                                                      | Montenegro under 21                                                            | 1 – 1                                                                          | Italia under 21                                                                | Qual. Europeo Under-21 2023                                                    | -                                                                              | 63’                                                                            |
| 29-3-2022                                                                      | Trieste                                                                        | Italia under 21                                                                | 1 – 0                                                                          | Bosnia ed Erzegovina under 21                                                  | Qual. Europeo Under-21 2023                                                    | -                                                                              | 74’                                                                            |
| 19-11-2022                                                                     | Ancona                                                                         | Italia under 21                                                                | 2 – 4                                                                          | Germania under 21                                                              | Amichevole                                                                     | 2                                                                              | 59’ 89’                                                                        |
| 27-3-2023                                                                      | Reggio Calabria                                                                | Italia under 21                                                                | 3 – 1                                                                          | Ucraina under 21                                                               | Amichevole                                                                     | -                                                                              | 69’                                                                            |
| 22-6-2023                                                                      | Cluj-Napoca                                                                    | Francia under 21                                                               | 2 – 1                                                                          | Italia under 21                                                                | Europeo Under-21 2023 - 1º turno                                               | -                                                                              | 88’                                                                            |
| 25-6-2023                                                                      | Cluj-Napoca                                                                    | Svizzera under 21                                                              | 2 – 3                                                                          | Italia under 21                                                                | Europeo Under-21 2023 - 1º turno                                               | -                                                                              | 46’ 90+2’                                                                      |
| 28-6-2023                                                                      | Cluj-Napoca                                                                    | Italia under 21                                                                | 0 – 1                                                                          | Norvegia under 21                                                              | Europeo Under-21 2023 - 1º turno                                               | -                                                                              | 76’ 90+4’                                                                      |
| Totale                                                                         |                                                                                | Presenze                                                                       | 12                                                                             |                                                                                | Reti                                                                           | 4                                                                              |                                                                                |

## Palmarès

### Individuale
- Capocannoniere del Campionato Primavera 2: 1

2020-2021 (15 gol)